# 星野リゾート
株式会社星野リゾート（ほしのリゾート）は、本社を長野県北佐久郡軽井沢町に置く総合リゾート運営会社。

## 沿革
- 1904年 - 軽井沢の開発に着手。
- 1914年 - 軽井沢に星野温泉旅館開業。
- 1915年 - 木製水車を利用した水力発電を開発。
- 1921年 - 北原白秋や島崎藤村による「芸術自由教育講習会」が星野温泉で開かれる。
- 1929年 - 水力発電所開業。
- 1951年 - 株式会社星野温泉を設立し、法人化。
- 1957年 - 黛敏郎や武満徹による「二十世紀音楽研究所 現代音楽祭」が星野温泉で開かれる。
- 1965年 - 軽井沢高原教会（星野遊学堂）の改築（ブライダル事業に進出）。
- 1974年 - 国設 軽井沢野鳥の森として指定（全国初）
- 1990年 - 星野佳路が4代目社長に就任。
- 1992年 - 所有を本業とせず、運営会社を目指すという企業将来像を発表。
- 1995年 - 商号を株式会社星野リゾートに変更。
- 1996年 - 株式会社ヤッホーブルーイング設立（地ビール事業に進出）。
- 2001年 - リゾナーレ小淵沢の所有・運営開始。
- 2003年 - アルツ磐梯リゾートの所有・運営開始。
- 2004年 - アルファリゾート・トマム（現・星野リゾート・トマム）の運営開始。
- 2005年 - ゴールドマン・サックスと提携し、アセットマネジメント会社（株式会社わくわく旅館）を折半出資の合弁で設立して、旅館再生事業に着手。
- 2010年 - マスターブランド戦略を開始。
- 2011年 - 界ブランド、リゾナーレブランド展開開始。
- 2013年 - 栃木県那須町にある高級リゾートホテル「二期倶楽部」を買収。
- 2013年 - 7月12日、星野リゾート・アセットマネジメントが運営する星野リゾート・リート投資法人が東京証券取引所の不動産投資信託証券市場に上場[3]。
- 2014年 - WILLER EXPRESSとのコラボレーションで20代限定の高速バスパックを発売[注釈 1]。
- 2016年 - 旭川グランドホテルを買収し、シティホテル運営に参入。
- 2017年 - 星のやバリ開業。フレアスと業務提携契約を締結。
- 2018年 - 新たな都市観光ホテルブランド「OMO」を発表。
- 2019年 - BEBブランド展開開始。
- 2020年
  - 6月 - 民事再生法の適用を申請したホワイト・ベアーファミリー、WBFホテル＆リゾーツ、WBFホールディングスのスポンサー支援を表明[4]。
  - 8月 - 日の丸自動車興業との提携でスカイバス東京のオープントップバスをホテル宿泊者限定のアクティビティに起用。1日から奥入瀬渓流ホテルの宿泊者向けに「渓流オープンバスツアー」を催行（10月31日まで、運行は十和田観光電鉄に委託。2021年・2022年も実施）[5]、20日には星のや東京で「東京絶景ナイトバスクルーズ」を催行（11月30日まで）[6]。10月16日からは界 鬼怒川および界 川治で「紅葉オープンバスツアー」を催行（11月8日まで、運行は日光交通に委託。2021年も実施）[7]。2022年には界 アンジンおよび界 伊東宿泊客向けの観桜ツアーを催行（3月21日から4月10日まで。運行は東海バスに委託）[8]。

## 事業内容
- リゾート・温泉旅館経営、リゾート・温泉旅館運営受託
- フード事業
  - 軽井沢星野エリア（ハルニレテラス）
  - クラフトビールの製造、販売（株式会社ヤッホーブルーイング）
- 温泉施設運営事業
  - 星野温泉トンボの湯
- ブライダル事業
  - 石の教会・内村鑑三記念堂
  - 軽井沢高原教会
  - ホテルブレストンコートウエディング
  - リゾナーレウエディング／山梨県八ヶ岳
  - 水の教会／北海道トマム 安藤忠雄設計水の教会
- エコツーリズム事業
  - ピッキオ
    - 1992年エコツーリズムを実践するために設立された「野鳥研究室」を前身とするエコツーリズムの専門家集団。軽井沢を拠点に野生動植物の調査研究および保全活動を行うと共に、自然の不思議を解き明かすエコツアーや環境教育を行っている。2004年、NPO法人ピッキオ設立。
- 別荘管理・販売事業
- 保養所運営受託事業
- 不動産賃貸事業
  - 不動産仲介・販売事業[長野県知事(2)4741号]
  - 軽井沢別荘ナビ
  - 新築・リフォームのサポート・斡旋・別荘の管理

## 事業所
- 軽井沢事業所：長野県軽井沢町
- 東京統合オフィス：東京都中央区銀座
- ブライダルサロン：東京都中央区銀座
- 山梨事業所：山梨県小淵沢町
- 磐梯事業所：福島県磐梯町
- 北海道事業所：北海道占冠村
- 西軽井沢醸造所：長野県佐久市

## グループ会社
- 星野リゾートホールディングス - 親会社
- 星野リゾート・アセットマネジメント
- 星野リゾート・リート投資法人
- 星野リゾート・トマム
- 星野リゾート・マネジメント
- 星野リゾート・八ケ岳
- 星野リゾート・八ヶ岳ホールディングス
- 株式会社星野リゾート・料飲システムズ
- 星野リゾート・ワクワクシステムズ
- ヤッホーブルーイング
- 銀河高原ビール

## 施設一覧
- 「星のや」 - 和のリゾートホテル
  - 長野県・軽井沢「星のや 軽井沢」（旧：星野温泉旅館。現・星野リゾート創業の地）
  - 京都府・嵐山温泉「星のや 京都」（旧：嵐峡館）
  - 沖縄県・竹富島「星のや 竹富島」
  - 沖縄県・読谷村「星のや 沖縄」
  - 山梨県・南都留郡「星のや 富士」（日本初のグランピング[注釈 2]リゾート）
  - 東京都・千代田区大手町「星のや 東京」（大手町フィナンシャルシティグランキューブ）
  - インドネシア・ギャニャール県（バリ島）「星のや バリ」
  - 台湾・台中市和平区（谷関温泉）「星のや グーグァン」[9]

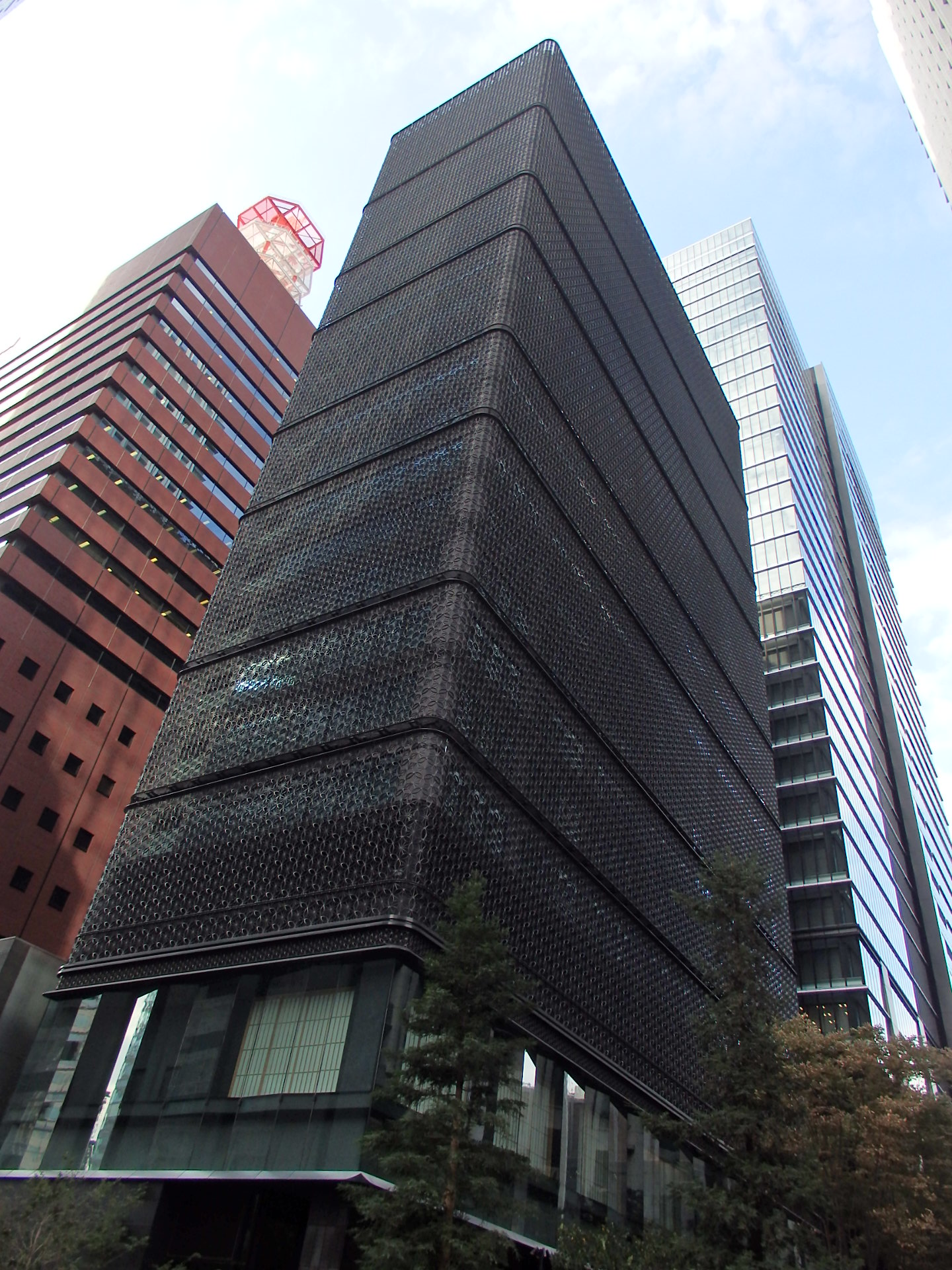
星のや東京
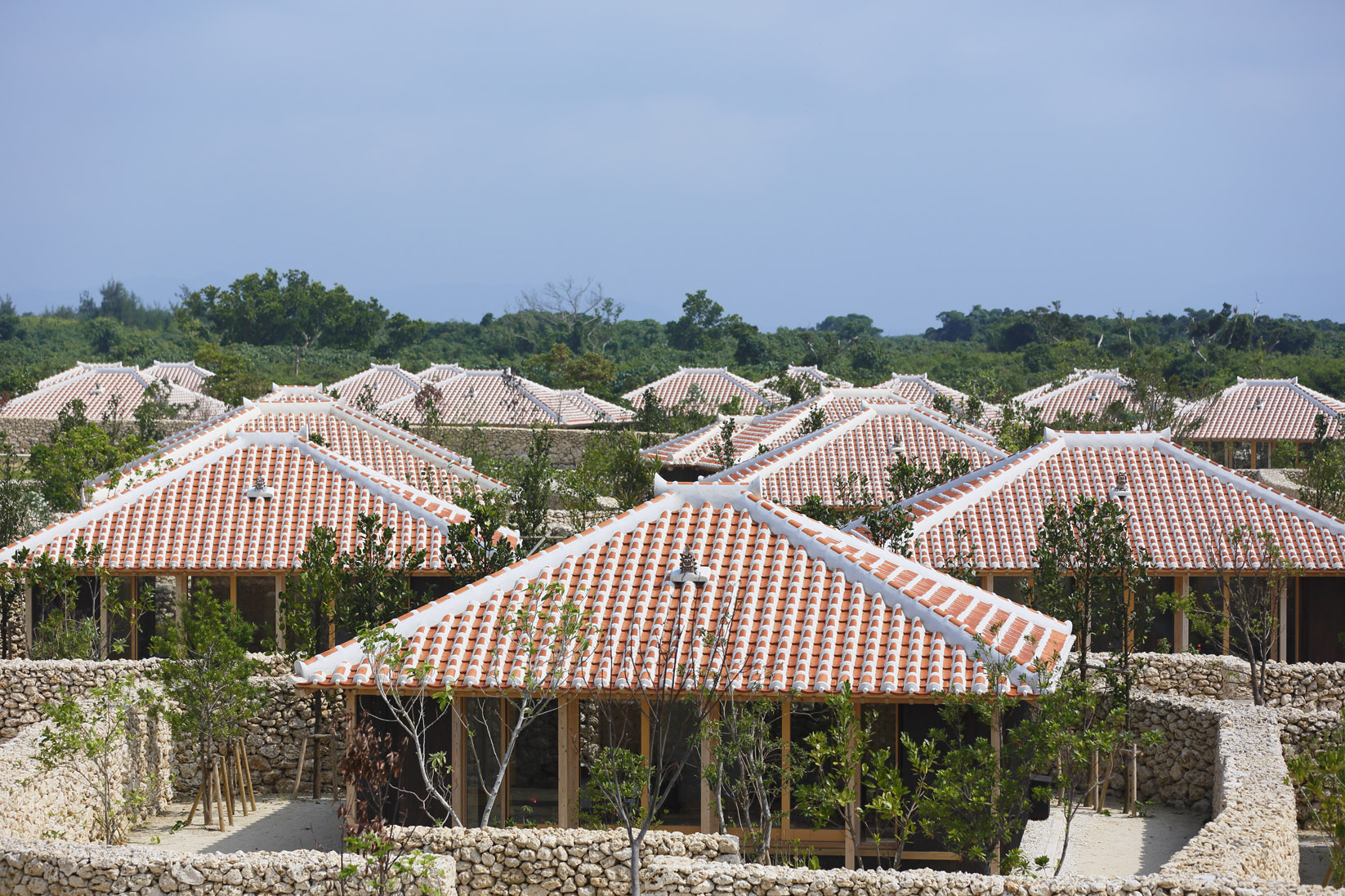
星のや 竹富島

- 「界」 - 温泉を備えた客室数50室以下の和風旅館
  - 北海道・白老温泉「界 ポロト」
  - 青森県・大鰐温泉「界 津軽」（旧・泉津軽、旧・南津軽錦水）
  - 栃木県・中禅寺温泉「界 日光」（旧・日光の離宮 楓雅）
  - 栃木県・鬼怒川温泉「界 鬼怒川」- 界ブランド初の新築物件
  - 神奈川県・箱根湯本温泉「界 箱根」（旧・桜庵）
  - 神奈川県・仙石原温泉「界 仙石原」
  - 静岡県・伊東温泉「界 伊東」（旧・いづみ荘）
  - 静岡県・伊東温泉「界 アンジン」（旧・海風庭えびな、旧・星野リゾート アンジン）
  - 静岡県・伊豆山温泉 「界 熱海」
  - 静岡県・舘山寺温泉「界 遠州」（旧・花乃井）
  - 長野県・浅間温泉「界 松本」（旧・貴祥庵）
  - 長野県・大町温泉「界 アルプス」（旧・松延）
  - 石川県・山代温泉「界 加賀」（旧・白銀屋）
  - 島根県・玉造温泉「界 玉造」（旧・華仙亭 有楽、旧・界 出雲）
  - 島根県・出雲ひのみさき温泉 「界 出雲」
  - 山口県・長門湯本温泉「界 長門」
  - 大分県・瀬の本温泉「界 阿蘇」（旧・界 ASO）
  - 大分県・別府温泉「界 別府」（旧・花菱ホテル跡地）
  - 大分県・由布院温泉「界 由布院」
  - 長崎県・雲仙温泉「界 雲仙」
  - 鹿児島県・霧島市「界 霧島」

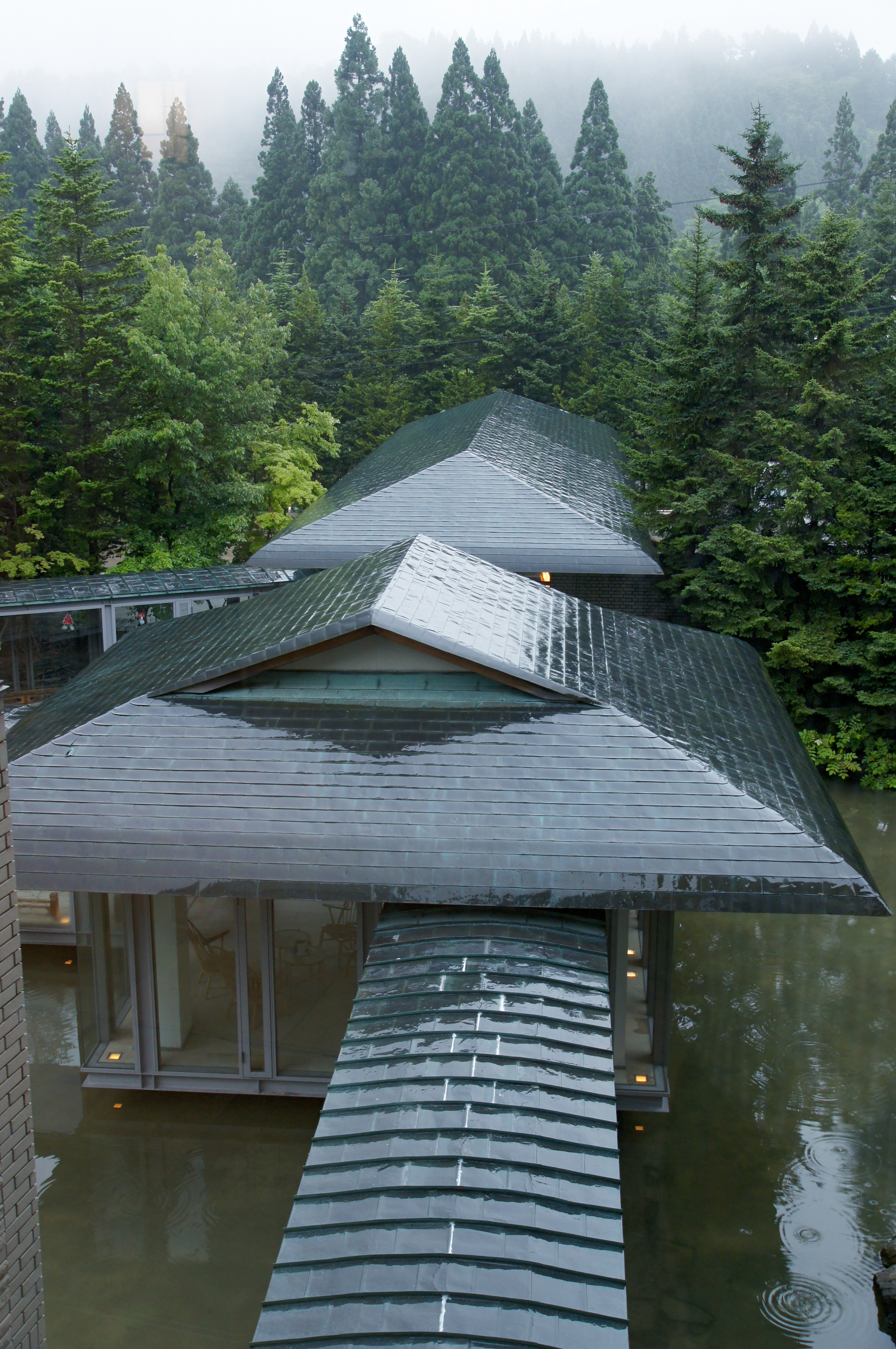
大鰐温泉「界 津軽」
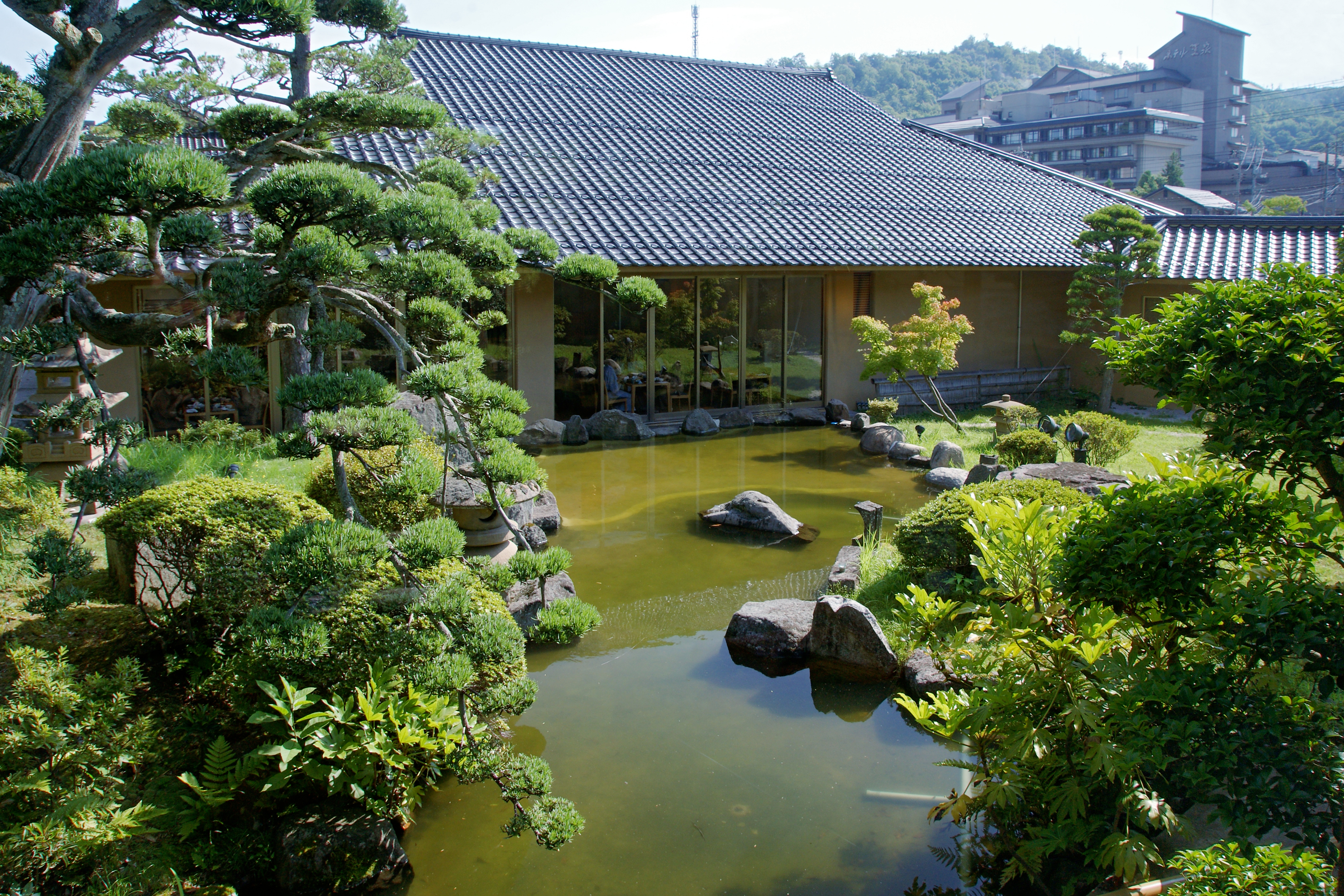
玉造温泉「界 玉造」
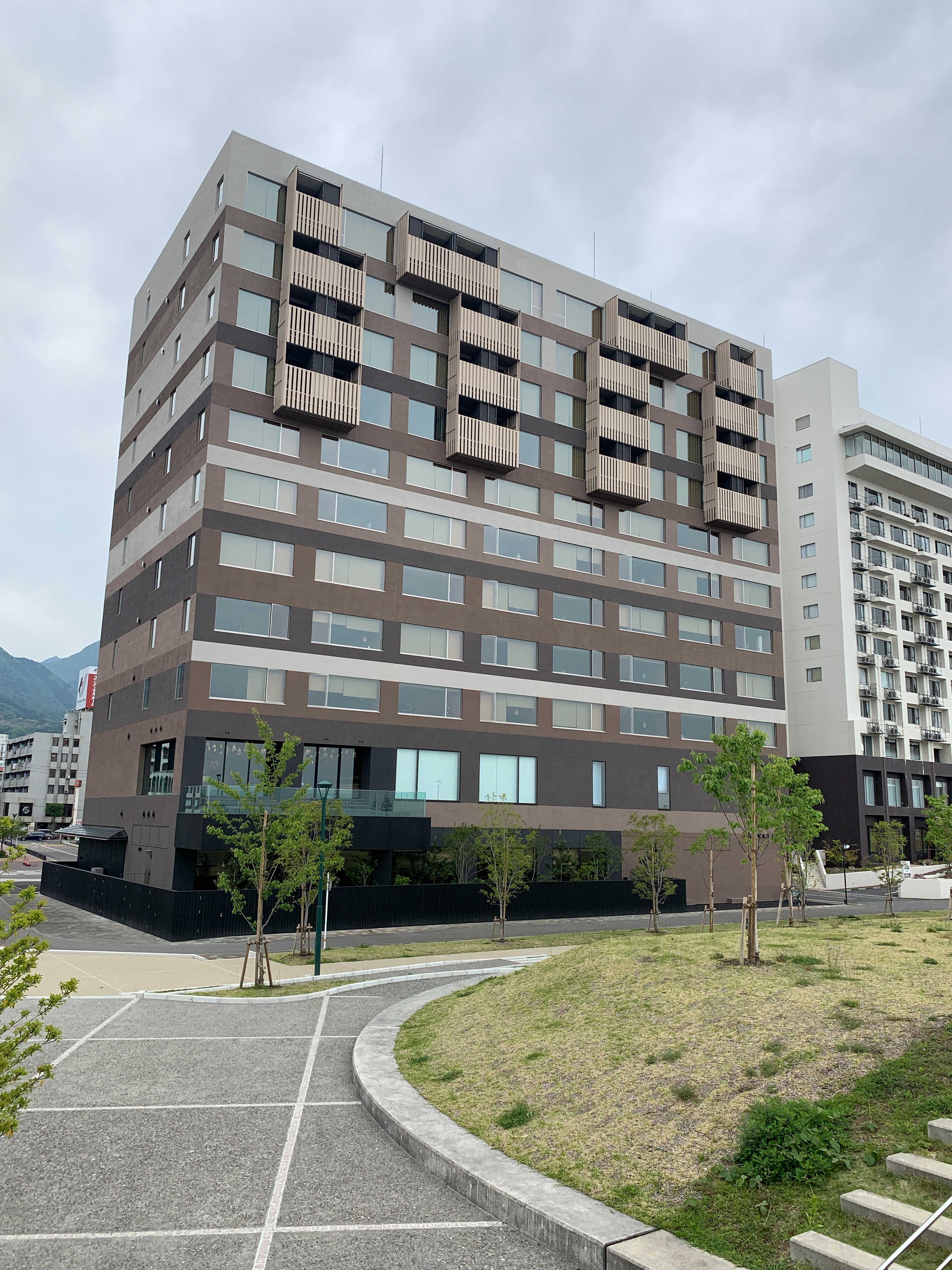
別府温泉「界 別府」

- 「リゾナーレ」- リゾートホテル
  - リゾナーレトマム（北海道占冠村）- 旧・ガレリア・タワースイートホテル。後述の「星野リゾート トマム」の一部、全室スイートルーム。
  - リゾナーレ那須（栃木県那須町）- 旧・二期倶楽部
  - リゾナーレ八ヶ岳（山梨県北杜市）- 旧・リゾナーレ小淵沢。星野リゾートが手がけた最初のリノベーション物件。「リゾナーレ」の名称を引き継いだ。
  - リゾナーレ熱海（静岡県熱海市）- 旧・ホテルあたみ百万石
  - リゾナーレ大阪（大阪府大阪市）- グランドプリンスホテル大阪ベイ内
  - リゾナーレ下関（山口県下関市）- 2025年秋開業予定
  - リゾナーレ小浜島（沖縄県竹富町）
  - リゾナーレグアム（グアム）- 旧・オンワードビーチリゾート

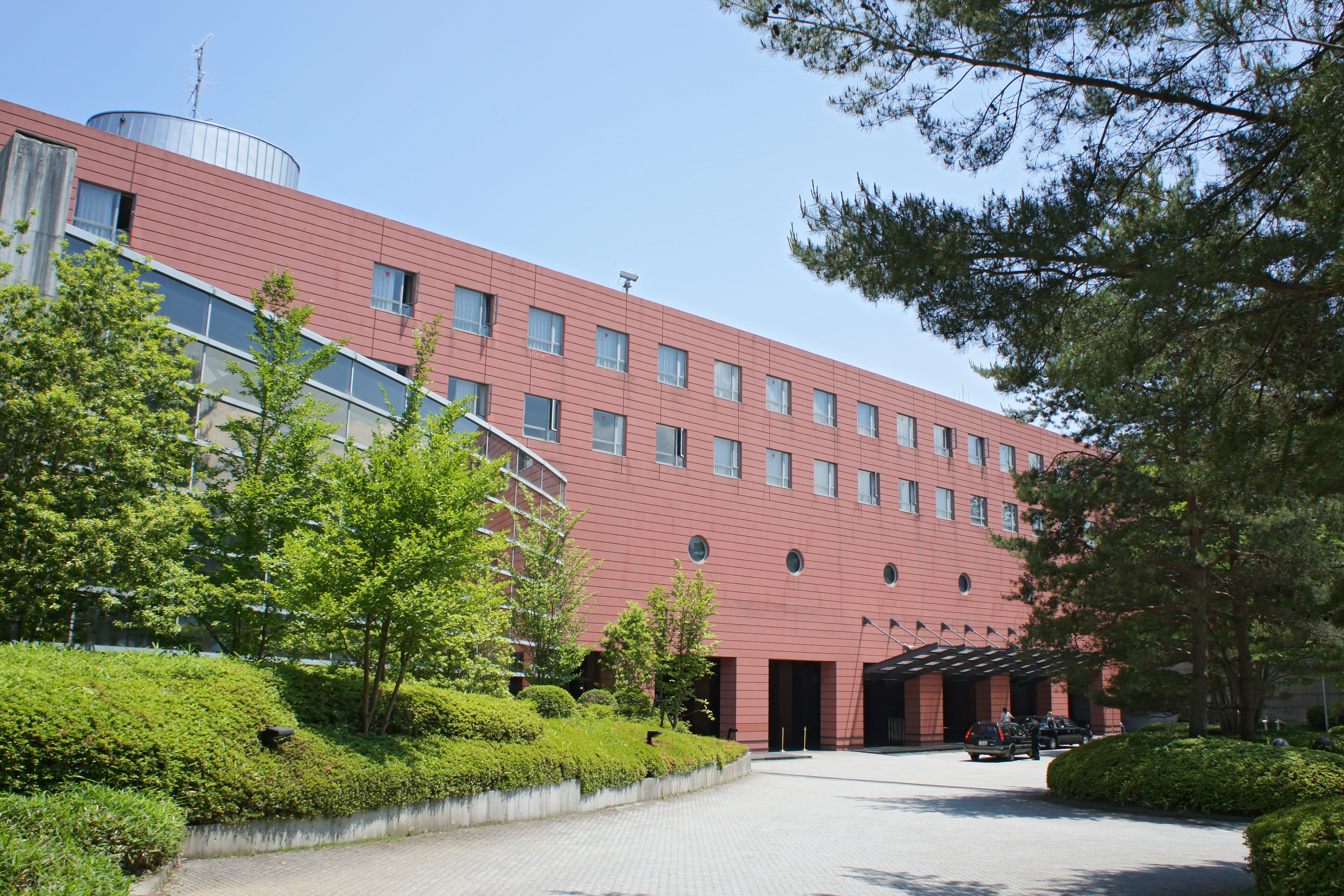
リゾナーレ八ヶ岳

- 「OMO」 - シティホテル。後ろの数字はサービスの幅を表している。数字が大きいほどグレードが高くなる。1がカプセルホテル、3がビジネスホテル、5がブティックホテル、7がフルサービスホテルの位置づけ。また、エアポートホテルという種別もある。
  - OMO7旭川（北海道）（旧・旭川グランドホテル）
  - OMO5小樽（北海道）（旧・ホテルWBFイルオナイ小樽）
  - OMO3札幌すすきの（北海道）
  - OMO5東京大塚（東京都）
  - OMO5東京五反田（東京都）
  - OMO3東京赤坂（東京都）（旧・ホテルビスタ東京［赤坂］）
  - OMO1東京川崎（神奈川県）
  - OMO5横浜馬車道（神奈川県）（旧・オークウッドスイーツ横浜）・・・2025 - 2026年冬開業予定
  - OMO7横浜（神奈川県）- 2026年春開業予定[10]
  - OMO5金沢片町（石川県）
  - OMO5京都三条（京都府）
  - OMO5京都祇園（京都府）
  - OMO3京都東寺（京都府）
  - OMO7大阪（大阪府）
  - OMO関西空港（大阪府）
  - OMO7高知（高知県）（旧：ホテル日航高知 旭ロイヤル）
  - OMO5熊本（熊本県）
  - OMO5沖縄那覇（沖縄県）

- 「BEB」 - 低価格帯のシティホテル・リゾートホテル
  - BEB5軽井沢（長野県）
  - BEB5土浦（茨城県）
  - BEB5沖縄瀬良垣（沖縄県）（旧・ロワジール リビングスイーツ瀬良垣）

- その他宿泊施設
  - トマム ザ・タワー（北海道）（旧・アルファリゾート・トマム）
  - 青森屋（青森県・古牧温泉）（旧・古牧温泉グランドホテル）
  - 奥入瀬渓流ホテル（青森県・奥入瀬渓流）
  - 磐梯山温泉ホテル（福島県）
  - 軽井沢ホテルブレストンコート（長野県・軽井沢）
  - 星野リゾート 1955 東京ベイ（千葉県、旧・東京ベイ東急ホテル）
  - 西表島ホテル（沖縄県）（旧・西表サンクチュアリーリゾート ニラカナイ）
  - サーフジャック ハワイ（ハワイ・ワイキキ）
  - 嘉助天台（中国・浙江省）

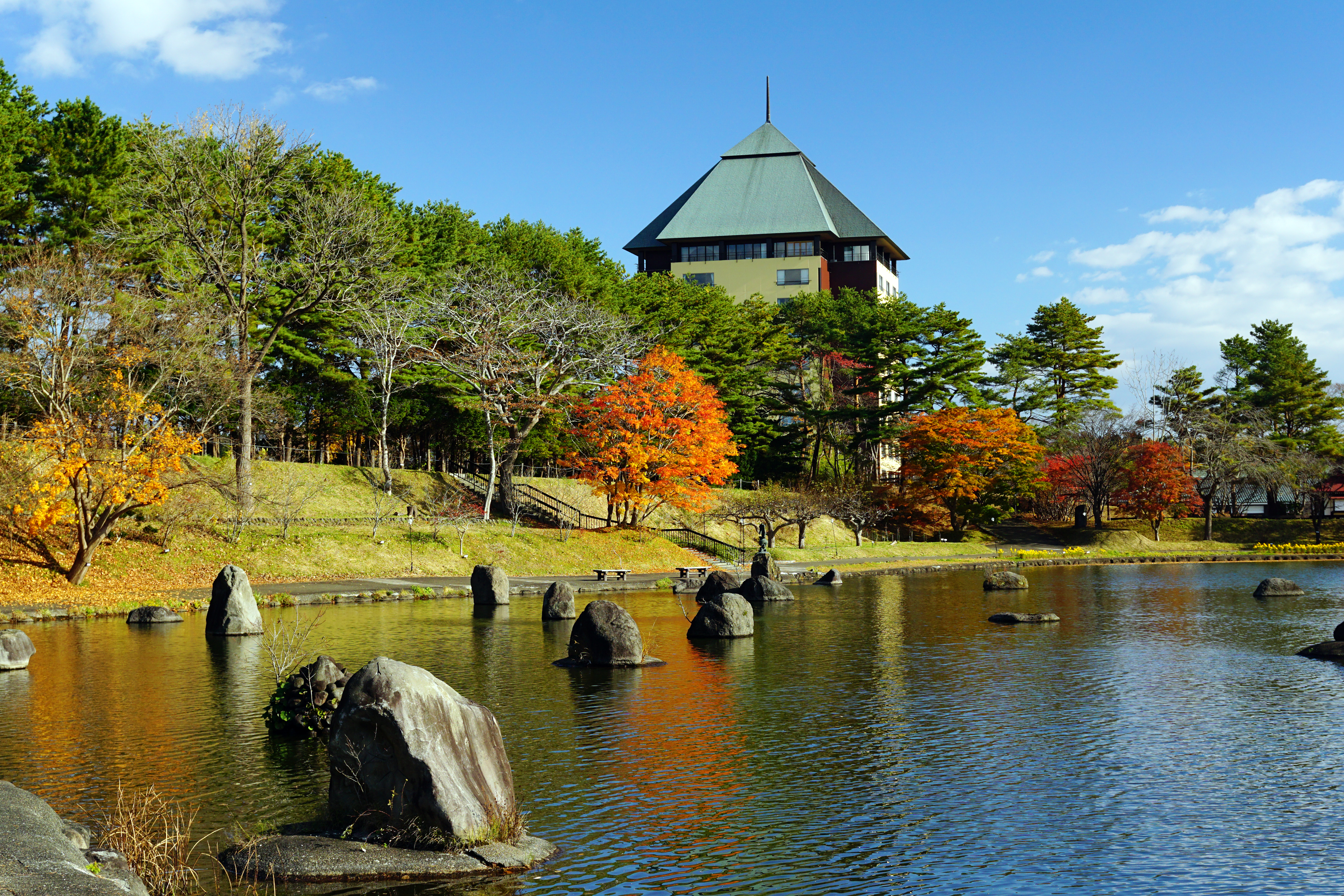
星野リゾート青森屋

- その他レジャー施設
  - トマムスキー場（北海道）（星野リゾート トマムの一部）
  - アルツ磐梯（福島県）
  - 猫魔スキー場（福島県）
  - メローウッドゴルフクラブ（福島県）（旧：磐梯リゾート開発）

### 過去に運営していた施設
- 星野リゾート 裏磐梯ホテル（福島県、旧・裏磐梯猫魔ホテル。現在は「裏磐梯レイクリゾート」）
- 浅間温泉 夜まつり長者（長野県、旧・ホテル富貴の湯。現在は「伊東園ホテル 浅間の湯」）
- 星野リゾート ロテルド比叡（京都府、旧・ロテルド比叡。現在はホテル京阪が運営）
- 星野リゾート タラサ志摩（三重県、旧・タラサ志摩。現在は「TAOYA志摩」）
- 星野リゾート ウトコ オーベルジュ＆スパ（高知県、旧・ウトコ オーベルジュ＆スパ）
- 星野リゾート Kia Ora ランギロア（タヒチ、現在は「ホテル キアオラ リゾート&スパ」）
- 界 川治（栃木県、旧・宿屋伝七。現在は「TAOYA川治」）

## 喫煙者に対する採用姿勢
喫煙者は作業効率、施設の利用効率、職場環境における企業競争力の低下を根拠に採用しておらず、入社時に禁煙すると誓約すれば選考対象にするとしている。

## テレビ番組
- 日経スペシャル ガイアの夜明け 湯けむりサバイバル 〜旅館再生に挑む請負人たち〜（2005年9月6日、テレビ東京）[14] - ゴールドマン・サックス証券と一緒に取り組んでいる「老舗温泉旅館の再建」を取材。
- 日経スペシャル カンブリア宮殿（テレビ東京）
  - 旅館革命で世界に勝て!（2010年2月1日）[15]
  - リゾート再生の達人がさらなる進化!「日本旅館を世界へ」（2016年12月1日）[16]
  - 未曾有の危機 日本観光の生き残り策!（2020年8月20日）[17]

## 書籍

### 関連書籍
- 『星野リゾートの事件簿 なぜ、お客様はもう一度来てくれたのか？』（著者:中沢康彦、編者:日経トップリーダー）（2009年6月22日、日経BP社）ISBN 9784822265434
- 『星野リゾートの教科書 サービスと利益両立の法則』（著者:中沢康彦、編者:日経トップリーダー）（2010年4月16日、日経BP社）ISBN 9784822264116
- 『不可能を可能にするビジネスの教科書 星野リゾート×和田中学校』（著者:藤原和博）（2011年3月1日、筑摩書房）ISBN 9784480878373
- 『誰も知らなかった星野リゾート こだわり日本旅』（著者:さとうあきこ）（2014年11月25日、集英社）ISBN 9784087807066
- 『トップも知らない星野リゾート 「フラットな組織文化」で社員が勝手に動き出す』（著者:前田はるみ、編者:『THE21』編集部）（2018年3月1日、PHP研究所）ISBN 9784569837406
- 『日本旅館進化論 星野リゾートと挑戦者たち』（著者:山口由美）（2018年6月1日、光文社）ISBN 9784334950347
- 『星野リゾートのおもてなしデザイン』（著者:日経デザイン）（2018年6月23日、日経BP社）ISBN 9784822259051
- 『辛口評論家、星野リゾートに泊まってみた』（著者:瀧澤信秋）（2019年4月17日、光文社 光文社新書）ISBN 9784334044091
- 『星野リゾートの事件簿(2) なぜお客様は感動するのか？』（著者:中沢康彦）（2021年3月11日、日経BP社）ISBN 9784334044091
- 『星野リゾート10の物語 麗し日本旅、再発見！』（著者:せきねきょうこ）（2021年4月8日、講談社）ISBN 9784065228524
- 『手わざの日本旅 星野リゾート温泉旅館「界」の楽しみ方』（著者:のかたあきこ）（2024年5月2日、旅行読売出版社）ISBN 9784897523477